# Rusiga
Rusiga (Kinyarwanda Umurenge wa Rusiga) ist einer von 17 Sektoren im Distrikt Rulindo in der Nordprovinz von Ruanda.

## Geographie
Rusiga hat eine Fläche von 31,3 km² und liegt auf einer Höhe von etwa 2160 m. Der Sektor unterteilt sich in die drei Zellen Gako, Kirenge und Taba. Nachbarsektoren sind im Norden Bushoki, im Nordosten Mbogo, im Südosten Ngoma, im Süden Shyorongi, im Westen Muhonde und im Nordwesten Muyongwe.

## Bevölkerung
Nach der Volkszählung von 2022 betrug die Einwohnerzahl 13.452 Einwohner. Zehn Jahre zuvor waren es 10.888, was einem jährlichen Bevölkerungszuwachs von 2,1 Prozent zwischen 2012 und 2022 entspricht.

## Kultur
Im Sektor befindet sich in der Zelle Gako das Ikirenga Cultural Centre, das am 27. September 2015 eröffnete. Das Kulturzentrum präsentiert regionale und nationale Kultur. So werden beispielsweise traditionelle ruandische Hütten ausgestellt und Kurse für traditionelles Handwerk und Tänze angeboten.

## Verkehr
Durch den Sektor verläuft die asphaltierte Nationalstraße 2.